# نظام‌الدین فقیه
نظام‌الدین فقیه (۱۳۳۲، استهبان -) مهندس مکانیک ایرانی و استاد دانشگاه شیراز است. او در سال ۱۳۸۰ به عنوان استاد نمونه کشوری انتخاب شد. در سال ۲۰۲۰ میلادی دواثربا عناوین «دینامیسم تغییر وتحولات نهادی در جوامع در حال توسعه» و «دینامیسم تغییر و تحول در نهادهای حقوقی-اقتصادی، کارآفرینی و مدیریتی» به قلم این استاد دانشگاه‌های شیراز و تهران و استاد کرسی یونسکو منتشر گردید.
این مجلدات توسط انتشارات اسپرینگر از جمله انتشارات شهیر جهانی منتشر شده است.
انتشاراتی که با سه هزار کتابخانه بزرگ در سراسر جهان قرارداد دارد که تمام مجلات علمی و کتاب‌هایی که منتشر می‌کند را برای آنها می‌فرستد، بنابراین این کتاب‌ها در حداقل در سه هزار کتابخانه بزرگ جهان نگهداری می‌شوند و همچنین در تمام نمایشگاه‌های کتاب از جمله نمایشگاه بین‌المللی کتاب تهران و نیز غالب کتاب فروشی‌های سراسر دنیا و نیز در آمازون ارائه می‌گردد.